# 凱爾默利斯山
77°59′S 163°35′E / 77.983°S 163.583°E
凱爾默利斯山是南極洲的山峰，位於維多利亞地的斯科特海岸，海拔高度1,070米，以美國地質調查局的製圖師命名，現時由南極條約體系管理。